# Pavonia communis
Pavonia communis är en malvaväxtart som beskrevs av St. Hilaire. Pavonia communis ingår i släktet påfågelsmalvor, och familjen malvaväxter. Inga underarter finns listade i Catalogue of Life.